# Tita Sajous
Christiane Josèphe Maximilienne Sajous, detta Tita (Bayonne, 25 ottobre 1930 – Auch, 6 febbraio 2023), è stata una cestista francese.

## Carriera
Con la Francia ha disputato i Campionati europei del 1950.